# Orthosia stenophylla
Orthosia stenophylla är en oleanderväxtart som beskrevs av Rudolf Schlechter. Orthosia stenophylla ingår i släktet Orthosia och familjen oleanderväxter. Inga underarter finns listade i Catalogue of Life.